# I'll Be There for You (chanson des Rembrandts)
Pour les articles homonymes, voir I'll Be There for You.
Singles de The Rembrandts
Johnny Have You Seen Her?
(1992) This House Is Not a Home
(1995)
Pistes de LP
The Other Side of Night
I'll Be There for You est une chanson du groupe de rock américain The Rembrandts connue pour être, dans sa version écourtée, le thème de la série télévisée Friends créée en 1994 et qui a pris fin en 2004. Elle a fait l'objet d'un single du même nom sorti en 1995, issu du troisième album studio des Rembrandts LP. Elle dure trois minutes neuf secondes dans sa version totale, a été écrite par David Crane, Marta Kauffman, Michael Skloff, Allee Willis, Phil Sōlem et Danny Wilde et produite par Kevin Bright, David Crane et Marta Kauffman.

## Historique
I'll Be There for You a été coécrite par les producteurs de Friends David Crane et Marta Kauffman, ainsi que par le mari de Marta Kauffman, le compositeur Michael Skloff, l'auteur-compositeur Allee Willis, Phil Sōlem et Danny Wilde, tous deux des Rembrandts. Il a été initialement proposé aux groupes de rock They Might Be Giants et R.E.M..
Le thème de la série, qui dure moins d'une minute, a par la suite été réenregistré sous forme de chanson pop de trois minutes neuf secondes. Après que Billy Shears, animateur radio et directeur de programme de Nashville, a fait une boucle avec la version courte pour former une chanson assez longue et l'ait diffusé sur sa station de radio WLAC Star 106, elle est devenue si populaire qu'ils devaient la réenregistrer. Phil Sōlem précise : « Notre label a dit que nous devions finir la chanson et l'enregistrer. Il n'y avait pas moyen d'y échapper. »
La chanson est ajoutée sur l'album des Rembrandts LP au dernier moment. Elle ne devait initialement pas sortir en tant que single, une pratique des maisons de disques répandue à l'époque par crainte de faire baisser les ventes d'album.

## Clip vidéo
Le clip de la chanson est joué par les six acteurs principaux de Friends qui prennent peu à peu la place des musiciens du groupe et finissent par les remplacer complètement. La vidéo est incluse comme bonus dans plusieurs coffrets de DVD de saisons complètes de la série.

## Liste des pistes
Europe CD maxi single
1. I'll Be There for You - 3:09
2. Fixin' to Blow - 5:03
3. Just the Way It Is Baby - 4:06
4. Snippets Medley - 6:46

## Performance dans les charts et réception
La chanson est restée en tête du classement du Billboard Hot 100 Airplay pendant huit semaines. Quand le single est sorti en 1995, il a culminé à la troisième place des UK Singles Chart et à la dix-septième place du  Billboard Hot 100 comme face B de This House Is Not a Home. Elle a également atteint la première place du classement Hot Adult Contemporary Tracks aux États-Unis.
En avril 2004, la chanson a été classée quinzième sur la liste du magazine Blender des 50 pires chansons de tous les temps (50 Worst Songs Ever).
Plus récemment, en 2010, Matthew Wilkening de AOL Radio a classé la chanson 25e sur la liste des 100 pires chansons de tous les temps, la qualifiant de « plus dangereuse chanson de la liste. Comme une panthère, elle peut surgir à tout moment avec ces rediffusions de Friends qui errent librement. »

## Charts
| Chart (1995)                                 | Meilleure position |
| -------------------------------------------- | ------------------ |
| Charts irlandais                             | 3                  |
| Charts anglais                               | 3                  |
| Charts néo-zélandais                         | 1                  |
| U.S. Billboard Hot 100                       | 17                 |
| U.S. Billboard Hot 100 Airplay               | 1                  |
| U.S. Billboard Hot Adult Contemporary Tracks | 1                  |
| U.S. Billboard Hot Adult Top 40 Tracks       | 7                  |
| U.S. Billboard Hot Modern Rock Tracks        | 23                 |
| U.S. Billboard Top 40 Mainstream             | 1                  |

| Chart (1997)              | Meilleure position |
| ------------------------- | ------------------ |
| Charts australiens (1996) | 3                  |
| Charts belges (Wallonie)  | 10                 |
| Charts français           | 25                 |
| Charts hollandais         | 20                 |
| Charts norvégiens         | 5                  |
| Charts suédois            | 34                 |

## Reprises
Le groupe de rock américain Goo Goo Dolls a enregistré sa propre version de la chanson avec des paroles légèrement modifiées, un tempo plus élevé et un son plus rock, avec l'utilisation d'un glockenspiel.
Le groupe de punk rock américain Pink Lincolns a repris cette chanson sous le titre Friends sur une compilation intitulée Show & Tell en 1997.
Le groupe de rock irlandais Westlife a interprété la chanson en live lors de leur tournée Turnaround Tour.
Les personnages de Friends Monica et Rachel reprennent une unique fois le refrain en 10 saisons : « I'll be there for you… cause you're there for us too »[réf. nécessaire].
En 2019, à l'occasion des 25 ans de la série, la chanteuse Meghan Trainor a interprété la chanson dans une nouvelle version.
En 2020, le chanteur britannique Tom Rosenthal reprend la chanson dans son album de reprises Stop Stealing The Covers!, paru sous son pseudonyme Edith Whiskers.

## Source
- (en) Cet article est partiellement ou en totalité issu de l’article de Wikipédia en anglais intitulé « I'll Be There for You (The Rembrandts song) » (voir la liste des auteurs).